# レッド・ドーン
『レッド・ドーン』（原題: Red Dawn）は、ダン・ブラッドリー監督による2012年製作のアメリカ合衆国の戦争映画である。1984年製作の映画『若き勇者たち』のリメイクであり、カール・エルスワースとジェレミー・パスモアが脚本を執筆した。出演はクリス・ヘムズワース、ジョシュ・ペック、ジョシュ・ハッチャーソン、エイドリアンヌ・パリッキ、イザベル・ルーカス、コナー・クルーズ、ジェフリー・ディーン・モーガンらである。北朝鮮による侵略から祖国を守ろうとする若者たちが描かれる。

## あらすじ
アメリカ・ワシントン州スポケーン。
高校のアメフトチームのクォーターバック選手マットが試合に敗れ、彼の兄でアメリカ海兵隊員のジェドがイラクから休暇で戻って来たその日、突然停電が起こる。
翌朝、空一面に戦闘機と空挺部隊が現われ、北朝鮮軍がアメリカ全土を占領した。
襲撃から逃れ、山中へ潜んだジェドとマットだったが、北朝鮮軍のチョウ指揮官に眼前で父を処刑される。
父の最期の言葉に従い、スポケーンの街を占拠した北朝鮮軍と戦うことを決意したジェドとマットは、友人たち数名とレジスタンスチーム「ウルヴァリンズ」を結成、ジェドの指導のもと、山中での密かな軍事訓練を経て北朝鮮軍に立ち向かう。
ウルヴァリンズはメンバーに犠牲を出しながらも活動を続け、市民たちもその活動に賛同していくことになる。
そして、チョウ指揮官が持つ高性能電波妨害装置が米軍の反攻を妨げていることを知ったウルヴァリンズは、街だけではなくアメリカ全体を救うために、チョウに挑む。

## キャスト
※括弧内は日本語吹替
- ジェド・エッカート - クリス・ヘムズワース（土田大）
- マット・エッカート - ジョシュ・ペック（阪口周平）
- ロバート・キットナー - ジョシュ・ハッチャーソン（下山吉光）
- トニ・ウォルシュ - エイドリアンヌ・パリッキ（斎賀みつき）
- エリカ・マーティン - イザベル・ルーカス（花村さやか）
- ダリル・ジェンキンス - コナー・クルーズ（水村拓未）
- ターナー - ジェフリー・ディーン・モーガン（田中正彦）
- ダニー - エドウィン・ホッジ (ふくまつ進紗)
- トム・エッカート - ブレット・カレン（田中正彦）
- ジュリー - アリッサ・ディアス (樋口あかり)
- グレッグ - ジュリアン・アルカラス (三上哲)
- ジェンキンス市長 - マイケル・ビーチ (ふくまつ進紗)
- チョウ指揮官 - ウィル・ユン・リー (西前忠久)
- ホッジス - マット・ジェラルド（英語版） (西前忠久)
- スミス - ケネス・チョイ (ふくまつ進紗)
- ピート - スティーヴ・レンツ (後藤淳一)

## 製作
2008年5月、カンヌ国際映画祭でメトロ・ゴールドウィン・メイヤー（MGM）のハリー・ソロモンとメアリー・ペアレントは、『若き勇者たち』のリメイクが既にプリプロダクションの初期段階にあり、『ボーン・アルティメイタム』や『スパイダーマン3』の第二班監督やスタントコーディネーターを務めていたダン・ブラッドリーが監督する予定であることが発表された。MGMは後に、9・11テロ後の世界を念頭に置いたリメイクとなることを発表した。同月末、MGMはブラッドリーが監督に決定し、さらにカール・エルスワースが脚本を更新することを発表した。エルスワースはジェレミー・パスモアによる脚本に手を加えた。またヴィンセント・ニューマンがプロデューサーを務めることが発表された。主役にはオーストラリア人俳優のクリス・ヘムズワース、その他の主なキャストにはジョシュ・ペック、エイドリアンヌ・パリッキ、ジョシュ・ハッチャーソン、イザベル・ルーカス、エドウィン・ホッジ、コナー・クルーズが選ばれた。
主要撮影は2009年9月にミシガン州マウント・クレメンスで始まった。撮影時のセットの写真によると、映画では中国人民解放軍のシンボルを特色としたパンフレット、ポスター、バナーが使われていた。
2010年6月、MGMの財政問題のために本作の公開が遅れることが発表された。またウェブサイト『The Awl』に脚本がリークされ、中国を悪役として描いたその内容は議論を巻き起こした。
2011年3月、MGMは100万ドル未満の予算を投じて『レッド・ドーン』の悪役を中国から北朝鮮へ変更、修正することを『ロサンゼルス・タイムズ』が報じた。この結果、2010年のFPSゲーム「ホームフロント」をそのまま映画化したような作品になった（本作のオリジナルも、「ホームフロント」も、ジョン・ミリアスの作品である）。

## 公開

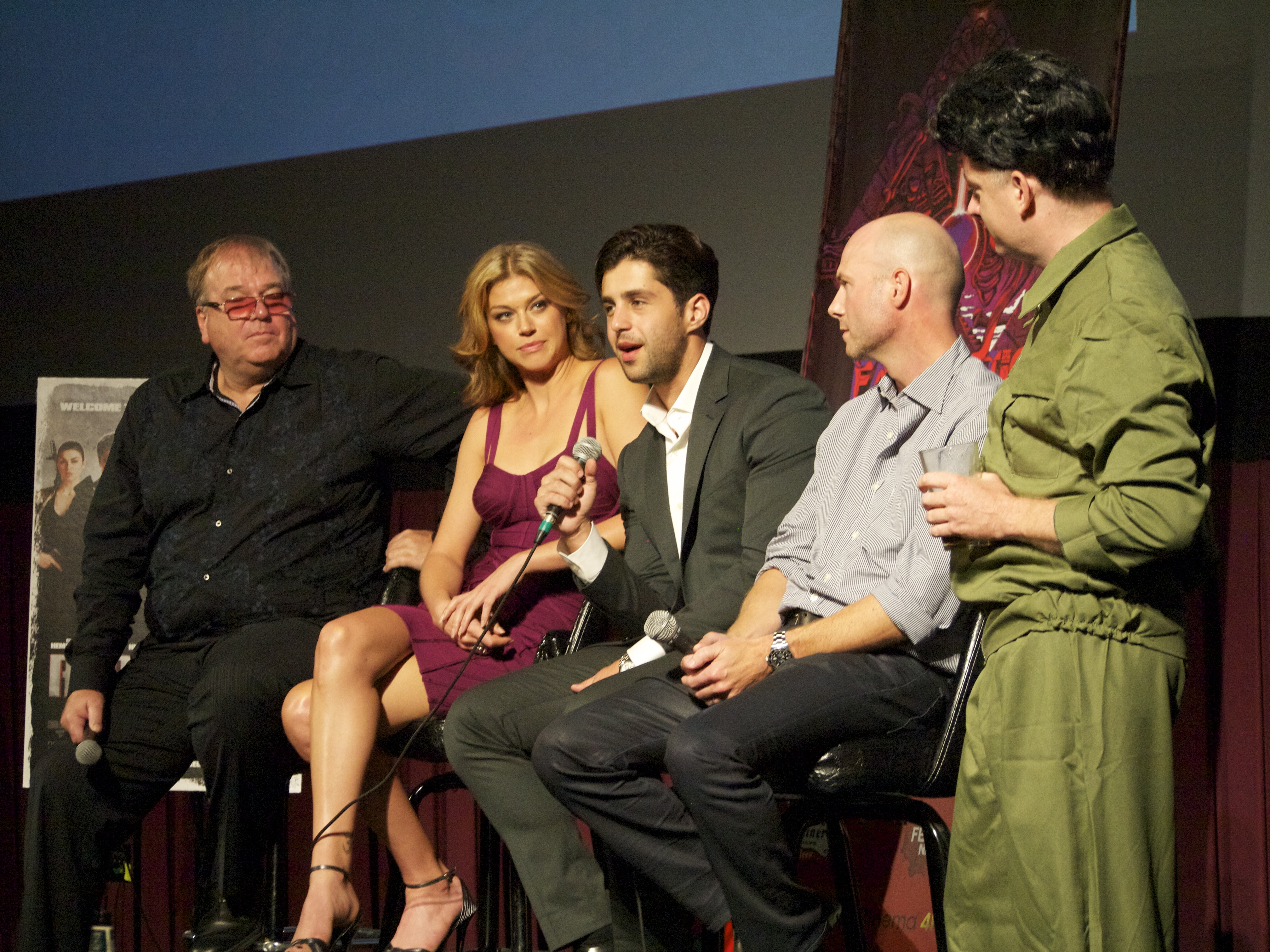
テキサス州オースティンで行われたワールド・プレミアでのダン・ブラッドリー、エイドリアンヌ・パリッキ、ジョシュ・ペック、トリップ・ヴィンソン、ファンタスティック・フェスト創始者のティム・リーグ。

2011年9月、メトロ・ゴールドウィン・メイヤーが独立系スタジオのフィルム・ディストリクトと共にアメリカ合衆国で配給する契約を交わしたことが報じられた。2011年12月、フィルム・ディストリクトは『レッド・ドーン』を含む2012年の映画をオープン・ロード・フィルムズを通して配給する契約を交わした。
2012年9月、同月27日にファンタスティック・フェストのクロージング作品として、テキサス州オースティンのアラモ・ドラフトハウス・シネマでワールド・プレミアが行われることが発表された。
日本では、2013年10月5日に新宿バルト9ほか全国で公開された。

### 興行収入
北米では公開初日2日間で740万ドル、初週末3日間で1460万ドルを売り上げて初登場7位となった。累計で4816万9726ドルを売り上げた。

### 批評家の反応
Rotten Tomatoesでは128件のレビューで支持率は13%となった。